# Apatania schmidiana
Apatania schmidiana là một loài Trichoptera trong họ Apataniidae. Chúng phân bố ở miền Cổ bắc.